# Simone Montedoro
Simone Montedoro (Roma, 28 luglio 1973) è un attore italiano.

## Biografia
Formatosi frequentando dei laboratori tenuti da Francesca De Sapio, Michael Margotta e Duccio Camerini, inizia la sua carriera come attore di fotoromanzi. In teatro debutta nella stagione 1998-99, recitando in No Exit e A chi toccherà stasera, diretti da Massimiliano D'Epiro. Nel 2001 recita nel video musicale della canzone "Junto A Ella", versione spagnola di Insieme a Lei di Gigi D'Alessio. Nel 2002 recita nello spettacolo Sopra, diretto da Duccio Camerini con cui lavora anche tra il 2004 e il 2006 in Scoppio d'amore e guerra, con Rocco Papaleo e Lucrezia Lante della Rovere. All'inizio della sua carriera gira anche alcuni cortometraggi.
Tra i suoi primi lavori televisivi, il film TV Il centravanti è stato assassinato verso sera di Pepe Carvalho: La serie (1999) e la miniserie TV L'avvocato Porta - Le nuove storie (2000), entrambi diretti da Franco Giraldi, l'episodio Fuori gioco della serie diretta da Alessandro Capone, Il commissario, con Massimo Dapporto e Caterina Vertova, e il film TV con Luca Zingaretti, Il commissario Montalbano - L'odore della notte, entrambi del 2002. Partecipa anche a degli episodi delle serie TV Distretto di Polizia 2 e 6 (2001-2006), Un medico in famiglia 3 (2003), e Medicina generale (2006). Nel 2008 appare su Rai 1 nella miniserie Ho sposato uno sbirro, diretta da Carmine Elia, in cui ha il ruolo di un agente di polizia; durante le riprese viene scelto dalla Lux Vide come nuovo capitano dei Carabinieri nella fiction Rai Don Matteo, ruolo che nelle cinque serie precedenti aveva interpretato Flavio Insinna.
In essa è co-protagonista dalla sesta stagione insieme a Terence Hill e Nino Frassica appunto nel ruolo del capitano Giulio Tommasi. Nel 2009 torna sul piccolo schermo con la miniserie TV Enrico Mattei - L'uomo che guardava al futuro, regia di Giorgio Capitani, dedicata a Enrico Mattei che ha il volto di Massimo Ghini, e con la settima stagione di Don Matteo. È tra i nuovi protagonisti della nuova serie Gente di mare - L'isola, regia di Alberto Negrin. Nel 2012 ha preso parte al film TV, prodotto da Lux Vide, Santa Barbara.
Il 1º giugno ritorna con la nuova serie firmata Mediaset, Matrimoni e altre follie, dove interpreta Luciano Moretti, un ragazzo gay, coinquilino di Giusy (interpretata da Chiara Francini).
Nel 2017 partecipa al talent show Ballando con le stelle su Rai 1. Dal gennaio al febbraio 2019 conduce su Rai 1, con Anna Ferzetti, il Prima Festival.
Nel 2021 è la voce narrante fuori campo del docu-reality La Caserma, in onda su Rai 2, e partecipa come concorrente alla seconda edizione de Il cantante mascherato, in onda su Rai 1, indossando la maschera dell’orsetto, classificandosi quarto. 
Sempre nel 2021 partecipa come concorrente a Tale e quale show.
Nel 2019 e nel 2022 recita in alcuni sketch, le "serie fallate", per Viva RaiPlay! e Viva Rai2! di Fiorello.
Nell'estate 2023 partecipa al programma televisivo Non sono una signora, classificandosi, in finale, quarto. A settembre dello stesso anno torna al cinema con Mamma qui comando io, diretto da Federico Moccia.

## Filmografia

### Cinema
- L'odore della notte, regia di Claudio Caligari (1998)
- World Cup 98, regia di Stefano Reali – cortometraggio
- Film, regia di Laura Belli (2000)
- Niente può fermarci, regia di Luigi Cecinelli (2013)
- Finché giudice non ci separi, regia di Toni Fornari e Andrea Maia (2018)
- Destini, regia di Luciano Luminelli (2019)
- Diversamente, regia di Max Nardari (2021)
- Ritorno al presente, regia di Toni Fornari e Andrea Maia (2022)
- Mamma qui comando io, regia di Federico Moccia (2023)
- Il meglio di te, regia di Fabrizio Maria Cortese (2023)
- Io sono la fine del mondo, regia di  Gennaro Nunziante (2025)

### Televisione
- Pepe Carvalho: La serie – serie TV, 1 episodio (1999)
- Un'isola d'inverno, regia di Gianluigi Calderone – film TV (1999)
- L'avvocato Porta - Le nuove storie, regia di Franco Giraldi – miniserie TV (2000)
- Caro domani – soap opera (2000)
- Distretto di Polizia 2, regia Antonello Grimaldi – serie TV, episodio 2x09 (2001)
- Il commissario, regia di Alessandro Capone – serie TV, 1 episodio (2002)
- Il commissario Montalbano – serie TV, 1 episodio (2002)
- Un medico in famiglia – serie TV, 1 episodio (2003)
- Salvo D'Acquisto, regia di Alberto Sironi – miniserie TV (2003)
- Provaci ancora prof!, regia di Rossella Izzo – miniserie TV (2005)
- Medicina generale – serie TV (2006)
- Distretto di Polizia 6, regia Antonello Grimaldi – serie TV, episodio 6x01 e 6x02 (2006)
- Ho sposato uno sbirro – serie TV (2007)
- Don Matteo – serie TV (2008-2016; 2020; 2024), 129 episodi
- Enrico Mattei - L'uomo che guardava al futuro, regia di Giorgio Capitani – miniserie TV (2009)
- L'isola – serie TV (2010)
- Santa Barbara – film TV (2012)
- Rossella – serie TV (2012)
- Una casa nel cuore, regia di Andrea Porporati – film TV (2015)
- Sotto copertura, regia di Giulio Manfredonia – serie TV (2015)
- Complimenti per la connessione – serie TV (2016-2017)
- Matrimoni e altre follie – serie TV (2016)
- Sotto copertura - La cattura di Zagaria, regia di Giulio Manfredonia – serie TV (2017)
- Come una madre, regia di Andrea Porporati - miniserie TV, 3 episodi (2020)
- Suburræterna, regia di Alessandro Tonda – serie TV, episodio 1x05 (2023)
- A Capodanno tutti da me, regia di Toni Fornari e Andrea Maia – film TV (2025)

## Teatro
- No Exit e A chi toccherà stasera, regia di Massimiliano D'Epiro (1998-1999)
- Sopra, regia di Duccio Camerini (2002)
- Scoppio d'amore e guerra, regia di Duccio Camerini (2004-2006)
- Se tornassi indietro, regia di Massimo Natale (2014)
- Zio Pino, regia di Massimo Natale (2015)
- Finché giudice non ci separi, regia di Augusto Fornari (2017-2018)
- L'uomo ideale, regia di Toni Fornari (2019)
- A Capodanno tutti da me, regia di Toni Fornari (2019, 2024)
- Prova a prendermi, il musical, regia di Piero Di Blasio (2025)

## Programmi TV
- Ballando con le stelle 12 (Rai 1, 2017) - concorrente
- PrimaFestival (Rai 1, 2019)
- Viva RaiPlay! (Rai 1, 2019) - attore nelle ''serie fallate'' (con Levante e Paola Minaccioni)
- La caserma (Rai 2, 2021) - voce narrante
- Il cantante mascherato (Rai 1, 2021) - classificato quarto
- Tale e quale show (Rai 1, 2021) - concorrente
- Viva Rai2! (Rai 2, 2022-2023) - attore nelle ''serie fallate'' (con Giorgia e Cristina D'Avena)
- Non sono una signora (Rai 2, 2023) - concorrente, 4⁰ classificato